# 彭徳仁
彭徳仁（ほう とくじん、簡体字: 彭德仁; 拼音: Péng Dérén、1965年-）は、ミャンマー・コーカンの政治家・軍人である。ミャンマー民族民主同盟軍（MNDAA）創設者である彭家声の息子であり、2009年より同組織の指導者となった。彭大順（簡体字: 彭大顺; 拼音: Péng Dàshùn, ビルマ語: ဖုန်တာရွှင်）とも名乗る。

## 経歴
1965年、ミャンマー民族民主同盟軍（MNDAA）創設者・最高司令官であった、彭家声の息子として誕生する。コーカン地域の地元警察部隊（local police force）で勤務した。2009年にMNDAA司令官となったが、当時すでに彭家声はミャンマー軍と手を結んだ白所成により、コーカン自治区指導者としての地位を失っていた。『ボイス・オブ・アメリカ』による2015年の電話インタビューにおいて、彼は自らの地位は時勢の強いるところであり、自らは後継者として育てられていたわけではなく、普通の民間人として生きることを望んでいたと述べた。コーカンがミャンマー軍の勢力下に置かれて以降、MNDAAの主要な4グループはいずれも政府に帰順し、彭親子はゲリラ戦を強いられることとなった。
コーカン奪還の取り組みのなか、徳仁は三兄弟同盟の他組織の支援を受けた。こうして、MNDAAはミャンマーで最も勢力のある少数民族武装組織のひとつとなった。2021年ミャンマークーデターののち、徳仁は2021年2月6日に白所成の息子の暗殺未遂をおこすなど、コーカン奪還のための攻勢を強化した。2023年時点で、MNDAAは装備の整った戦闘員5,000人を擁していたと考えられている。
MNDAAをふくむ三兄弟同盟は、2023年10月27日に「1027作戦」と銘する大規模な攻勢を実施した。2024年12月1日には、MNDAAがコーカンの首都であるラウカイへの進軍をはじめ、2024年1月5日までに陥落させた（ラウカイの戦い）。